# Anita Pallenberg
Anita Pallenberg (n. 6 aprilie 1942, Roma, Regatul Italiei – d. 13 iunie 2017, Chichester, Anglia, Regatul Unit) a fost o actriță, fotomodel și design de modă. Ea a devenit mai cunoscută când a servit ca muză pentru formația Rolling Stones.

## Date biografice
Anita este fiica cântărețului italian Arnaldo Pallenberg și al unei secretare germane Paula Wiederhold. Ea a copilărit în Germania, s-a iscat un zvon că ea ar fi nepoata unui nazist care s-a refugiat în Austria. Ea este descoperită de timpuriu în Germania ca model. Fascinată de noile perspective a început să ducă o viață frivolă și puțin convențională. În 1965 se mută la "Swinging London" unde trăiește împreună cu muzicianul Brian Jones, între anii 1967 - 1977 este prietena ghitaristului Keith Richards cu are 3 copii. În timpul turnării filmului „Performance“ are în 1968 o legătură amoroasă cu cântărețul Mick Jagger. Între anii 1960 - 1970 este dependentă de droguri. În 1979 este implicată într-un scandal, într-un hotel în New York, în patul ei a fost găsită moartă Scott Cantrell, o tânără de 17 ani, care avea o relație cu Keith Richard. La anchetă s-a stabilit cauza morții fetei, a fost suicid.

## Filmografie
- Mord und Totschlag (1967), regie: Volker Schlöndorff, cu Hans Peter Hallwachs
- Barbarella (1968), regie: Roger Vadim, cu Jane Fonda, John Phillip Law
- Candy (1968), regie: Christian Marquand, cu Ewa Aulin, Richard Burton, Marlon Brando
- Dillinger Is Dead (Dillinger è morto, (1969), regie: Marco Ferreri
- Michael Kohlhaas – der Rebell (1969), regie: Volker Schlöndorff, cu Keith Richards, David Warner
- Umano non umano (1972)
- Le berceau de cristal (1976)
- Love Is the Devil: Study for a Portrait of Francis Bacon (1998)
- Absolutely Fabulous IV – Episode IV "Donkey" (2001)
- Hideous Man (2002)
- Mister Lonely (2007)
- Go Go Tales (2007)
- Performance (1970), regie: Donald Cammell und Nicolas Roeg, cu Mick Jagger, James Fox
- Chéri (2009), regie: Stephen Frears, cu Michelle Pfeiffer, Kathy Bates
- Stones in Exile (2010)